# Гелис, Марк Моисеевич
Марк Моисеевич Гелис (наст. — Мейер Мошкович; 13 (26) июля 1903 — 10 апреля 1976) — советский исполнитель музыки на народных инструментах, педагог, профессор (1940). Заслуженный деятель искусств УССР (1947).

## Биография
В 1919—1920 годах учился в Харьковском технологическом институте, в 1929 году окончил Киевский музыкально-драматический институт (класс В. Золотарёва).
В 1920 году вместе с И. Чоколовским создал первую в Кременчуге студию для обучения игре на народных инструментах (впоследствии реорганизована в профшколу и техникум), где с тех пор и преподавал. В 1925—1928 годах преподавал в Киевском музыкальном училище, в 1925 году основал отдел народных инструментов. В 1928—1934 годах работал в Киевском музыкально-драматическом институте. С 1934 года — в Киевской консерватории, в 1938 году основал и почти сорок лет заведовал первой в СССР кафедрой народных инструментов. Одновременно руководил оркестром народных инструментов Украинского радио (1927—1930, 1944—1946).
Автор монографии «Методика обучения игре на домре» (Свердловск, 1987), а также ряда публикаций, посвящённых проблемам развития исполнительского искусства. Гелис создал собственную многовекторную методику музыкальной педагогики, которая вызвала появление новой музыкальной отрасли — академического народно-инструментального искусства. Работая с бандуристами, Гелис склонял их к исполнению классической музыки, к расширению выразительности бандуры с помощью заимствования приёмов от других инструментов, но не механически копируя, а творчески переосмысливая эти приёмы и сохраняя специфику своего инструмента. В классе Гелиса бандуристы учились решать проблемы и художественно-эстетического характера — кантиленности звучание, ансамблевости исполнения, артистической игры. Среди учеников: И. Алексеев, С. Баштан, Е. Блинов, В. Гуцал, Т. Вольская, И. Журомский, П. Иванов, В. Ивко, Н. Давыдов, Н. Ризоль и др. — всего более 140 воспитанников, в том числе 11 аспирантов.